# Col de la République (massif du Jura)
Pour les articles homonymes, voir Col de la République.
Le col de la République est un col du massif du Jura situé sur la route départementale 248 dans le Doubs et qui relie les villages de Sainte-Colombe et La Planée. La route qui le franchit culmine à une altitude de 1 010 m. Il se situe sur la commune de La Planée.